# Paju (Elva)
Paju – wieś w Estonii, w prowincji Tartu, w gminie Elva.